# Erechthias polyspila
Erechthias polyspila är en fjärilsart som beskrevs av Oswald Beltram Lower 1897. Erechthias polyspila ingår i släktet Erechthias och familjen äkta malar. Inga underarter finns listade i Catalogue of Life.